# Cryptocephalus venustus
Cryptocephalus venustus är en skalbaggsart som beskrevs av Fabricius 1787. Cryptocephalus venustus ingår i släktet Cryptocephalus och familjen bladbaggar. Inga underarter finns listade i Catalogue of Life.